# كلود رينوار
كلود رينوار (بالفرنسية: Claude Renoir)‏ (4 ديسمبر 1913 – 5 سبتمبر 1993) مصور سينمائي فرنسي. ونجل الممثل بيير رينوار، وابن شقيق المخرج جان رينوار، وحفيد الرسام بيير أوغست رينوار.
ولد في باريس، والدته الممثلة فيرا سيرجين. تم تدريبه على يد بوريس كوفمان، شقيق دزيغا فيرتوف، الذي عمل لاحقًا في الولايات المتحدة في أفلام مثل على الواجهة البحرية (1954). كان رينوار مصور الإضاءة في العديد من الأفلام مثل السيد فينسنت (1947)، وكليوباترا (1963)، وفيلم جيمس بوند الجاسوس الذي أحبني (1977). في وقت وفاة كلود رينوار، كتبت صحيفة The Times of London عن The River أن "استحضارها الرائع للمشهد الهندي، ساعد في افتتاح حقبة جديدة في السينما، حيث تم قبول اللون أخيرًا كوسيط مناسب للفيلم الرائع.
شارك أيضًا في صنع فيلم The Mystery of Picasso (1956) ، الفيلم الوثائقي عن الرسام بابلو بيكاسو من إخراج هنري جورج كلوزو. كان المصور السينمائي في فيلم The Crucible (1957) وعاش في ألمانيا الشرقية أثناء التصوير.
انتهت مهنة رينوار في أواخر السبعينيات، حيث كان يفقد بصره بسرعة وفي سنواته الأخيرة كان أعمى إلى حد كبير.
تزوج مرتين ولديه طفلان، ابن وابنة الممثلة صوفي رينوار، توفي كلود رينوار عن عمر يناهز 79 عامًا في تروا، على بعد 55 ميلاً شرق باريس، بالقرب من قرية إسويز، حيث كان لديه منزل.

## فيلموغرافيا مختارة
| فيلم                                  | عام  |
| ------------------------------------- | ---- |
| طوني                                  | 1935 |
| سيرينايد                              | 1940 |
| أريحا                                 | 1946 |
| الزوج المثالي                         | 1946 |
| معضلة الملائكة                        | 1948 |
| دكتور لينك                            | 1949 |
| مدام بطرفلاى                          | 1954 |
| مبشر                                  | 1955 |
| حياة واحدة                            | 1958 |
| الدم والورد                           | 1960 |
| عشاق تيرويل                           | 1962 |
| بارباريلا                             | 1968 |
| السيدة في السيارة مع النظارات والمسدس | 1970 |
| Une femme fidèle                      | 1976 |
| الجاسوس الذي أحبني                    | 1977 |

## روابط خارجية
- [http://www.imdb.com/name/nm0005841/ Claude Renoir

] في قاعدة بيانات الأفلام على الإنترنت